# Pakfront
Le Pakfront est une tactique militaire défensive développée par l'armée allemande sur le Front de l'Est durant la Seconde Guerre mondiale. Elle a été nommée d'après la prononciation de l’acronyme désignant les canons antichars allemand (PaK : PanzerabwehrKanone). Les Soviétiques la copièrent rapidement et la mirent en œuvre avec succès durant la bataille de Koursk en juillet 1943.

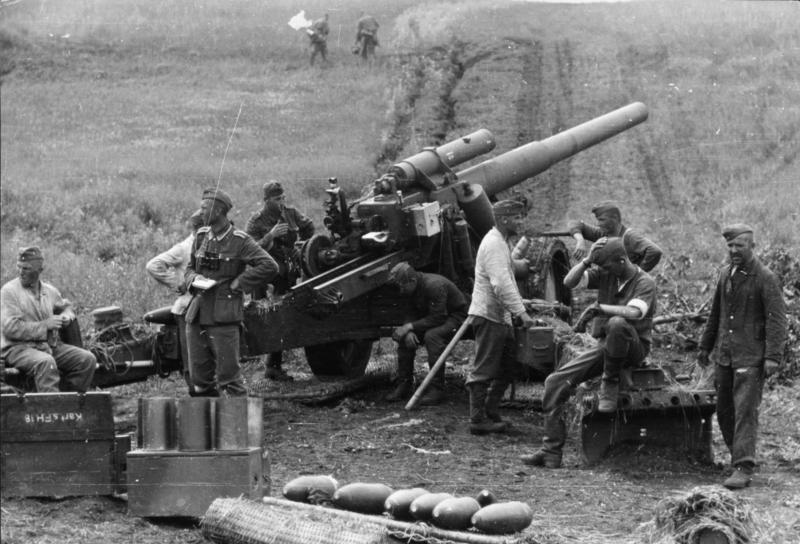
Batterie de canon moyen 15 cm schwere Feldhaubitze 18 en position dans la région de Koursk, le 21 juin 1942 ; cadre : seconde bataille de Kharkov.

Durant les grandes attaques de blindés soviétiques sur le front de l'Est en 1941-1942, les Allemands réalisèrent rapidement que les canons antichars, opérant individuellement ou en petits groupes, sans commandement centralisé, étaient rapidement débordés par la supériorité numérique des Soviétiques.
La tactique Pakfront a été développée pour contrer cette supériorité. Un groupe de canons (jusqu'à 10) était placé sous le commandement d'un officier. Il désignait les cibles et dirigeait le feu de son groupe. Cela permit aux Allemands de mettre en place des embuscades antichars particulièrement efficaces, avec chaque arme tirant en même temps sur une cible différente, maximisant ainsi l'effet de surprise, et minimisant les probabilités de riposte.
Cette tactique a été si efficace que les Soviétiques la copièrent, utilisant souvent de multiples "Pakfronts" en complément avec des champs de mines, des fossés antichar et autres obstacles pour canaliser les blindés ennemis sur les canons anti chars. Les Soviétiques ont également développé une variante de cette tactique dans laquelle tous les canons tiraient simultanément sur un char particulièrement important ou très bien blindé. Les impacts combinés garantissant une destruction instantanée.
Cette technique était particulièrement efficace contre les blindés de chef d'unités (car elle causait une destruction certaine qui minimisait les chances du commandement de s'échapper) et contre les blindés lourds (tel que le Tigre I) qui autrement aurait requis des douzaines de coup au but séparés pour être détruit.
Pour contrer l'efficacité du Pakfront des Soviétiques, les Allemands ont développé la tactique appelée "panzerkeil", mais cette tactique offensive avait une efficacité limitée.
Durant la bataille de Koursk en juillet 1943, le "pakfront" soviétique ralentit l'attaque allemande dans le sud et arrêta complètement les forces allemandes au nord.